# Tiago Targino
Tiago João Targino da Silva (Beja, 6 de junho de 1986) é um futebolista português, que habitualmente alinha como extremo e joga actualmente na temporada 2018/2019 no Olímpico do Montijo.
Tornou-se conhecido no futebol português pelo Vitória de Guimarães e jogou também no Vitória de Setúbal e Olhanense, e teve várias experiências fora de Portugal nos campeonatos da Turquia, Chipre, Polónia e Dinamarca.
Representou a selecção nacional nas suas várias camadas por diversas vezes (num total de 29 partidas), tendo sido convocado na primeira convocatória do escalão sub-23, em Outubro de 2009.